# Izvorul din satul Izvoare
Izvorul din satul Izvoare este un monument al naturii de tip hidrologic în raionul Orhei, Republica Moldova. Este amplasat în partea de sud a satului Izvoare, în lunca pârâului Drăghinici, afluent al Răutului. Ocupă o suprafață de 0,5 ha. Obiectul este administrat de Primăria comunei Pohrebeni.

## Descriere
Izvorul se află în curtea care aparținea în 1998 lui V. Caraman, locuitor al satului Izvoare. Are pereți de piatră tencuiți și este asigurat cu scări de beton și o țeavă de scurgere a apei. În amonte de izvor se află două construcții îngrădite care adăpostesc stații de pompare.
Izvorul are apă rece, este oligomineral după gradul de mineralizare și descendent de vale din punct de vedere geologic. După compoziția chimică este un izvor cu apă hidrocarbonată–magneziu-calcică (HCO3; Mg – Ca). Apa este potabilă, fără miros, incoloră, neutră (pH 7,1) și nepoluată cu nitrați (25 mg/l, adică 50% din concentrația maxim admisă).

## Statut de protecție

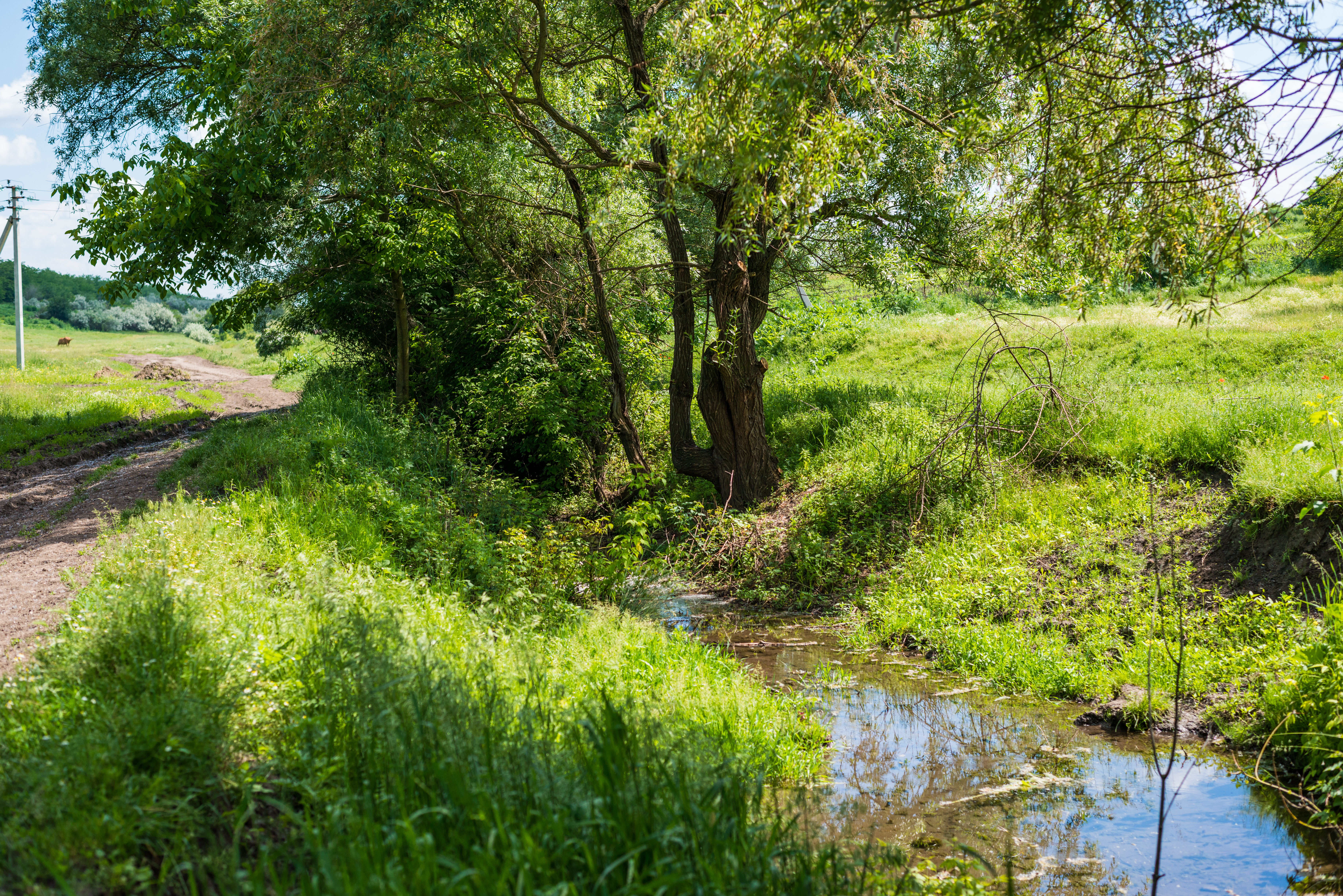
Curs de apă în aval

Izvorul este un obiect hidrologic de valoare națională, cu debit foarte mare, de cca 600 l/min. Este principala sursă de apă a locuitorilor satelor Izvoare și Pohrebeni, prin apeductul alimentat de cele două stații de pompare (cea de la 10 m de izvor asigură cu apă Pohrebeni, iar cea de la 30 m de izvor — satul Izvoare). Izvorul asigură debitul pârâului Drăghinici. Poate fi valorificat și ca element de recreație (turism reglementat).
Din 1998, conform Legii nr. 1538 privind fondul ariior naturale protejate de stat, izvorul are statut de monument al naturii. În anexele legii, se atestă că acesta aparținea Întreprinderii Agricole „Glia”. Între timp, izvorul a trecut la balanța Primăriei comunei Pohrebeni, din care satul Izvoare face parte.
Cele mai apropiate gospodării se află la 50 m de izvor. Stațiile de pompare sunt înconjurate de pomi fructiferi și sectoare de viță-de-vie, iar în lunca pârâului cresc plopi și sălcii. Uneori aici pasc animale. Pentru ameliorarea situației ecologice, este recomandată înverzirea terenului adiacent, construirea unui canal de scurgere a apei în luncă și instalarea unui panou informativ.